# Gunther Wenz
Gunther Wenz (* 18. August 1949 in Weißenburg in Bayern) ist ein deutscher evangelischer Theologe lutherischer Prägung und emeritierter Ordinarius für Systematische Theologie der Evangelisch-Theologischen Fakultät der Ludwig-Maximilians-Universität München. Derzeit leitet er die Wolfhart Pannenberg-Forschungsstelle an der Hochschule für Philosophie München.

## Leben und Werk
Nach dem Studium der Evangelischen Theologie wurde Wenz 1976 mit einer bei Wolfhart Pannenberg angefertigten Dissertation über Paul Tillich zum Dr. theol. promoviert. Die Habilitation erfolgte 1980 nach zwei Jahren im Dienst der Evangelisch-Lutherischen Kirche in Bayern und der Ordination zum geistlichen Amt; Thema der Habilitationsschrift war: Die Geschichte der Versöhnungslehre in der evangelischen Theologie der Neuzeit. 1984 übernahm Wenz eine außerordentliche Professur in München, 1987 das Ordinariat für Evangelische Theologie mit Schwerpunkt Systematische Theologie und theologische Gegenwartsfragen an der Universität Augsburg. Rufe nach Kiel und Straßburg lehnte er ab. 1995 kehrte er als Nachfolger Pannenbergs auf den Lehrstuhl für Systematische Theologie I (Dogmatik) und im Direktorat des Instituts für Fundamentaltheologie und Ökumene an die Evangelisch-Theologische Fakultät der LMU zurück, wo er bis zu seiner Emeritierung Ende März 2015 lehrte. Seit 2015 ist er Leiter der Pannenberg-Forschungsstelle der Philosophischen Fakultät der Münchener Hochschule für Philosophie.
In einem zehnbändigen Werk zum Studium der Systematischen Theologie hat Wenz den Gesamtzusammenhang der Dogmatik thematisch entfaltet (Religion, Offenbarung, Kirche; Gott, Christus, Geist; Schöpfung, Sünde, Versöhnung, Vollendung). Besondere Forschungsinteressen galten der lutherischen Bekenntnistradition, den Problemen einer ökumenischen Theologie sowie der neuzeitlichen Philosophie- und Theologiegeschichte unter besonderer Berücksichtigung der Traditionen des Deutschen Idealismus.
Wenz war jahrelang Schriftleiter der Zeitschrift Kerygma und Dogma, wissenschaftlicher Leiter evangelischerseits des Ökumenischen Arbeitskreises evangelischer und katholischer Theologen, Mitglied der Generalsynode der VELKD und der Synode der EKD sowie der Kammer für Theologie der EKD und zahlreicher anderer Gremien und Studienausschüsse. Der Bayerischen Akademie der Wissenschaften gehört er seit 1998 als ordentliches Mitglied an.

## Auszeichnungen
- 1999 wurde Wenz mit dem Hermann-Sasse-Preis ausgezeichnet.
- 2009 erhielt er die Ehrendoktorwürde der Babeș-Bolyai-Universität Cluj in Klausenburg (Rumänien).

## Schriften (Auswahl)
- Subjekt und Sein. Die Entwicklung der Theologie Paul Tillichs. München 1979.
- Geschichte der Versöhnungslehre in der evangelischen Theologie der Neuzeit. Band 1–2, München 1984/1986.
- Einführung in die evangelische Sakramentenlehre. Darmstadt 1988.
- Theologie der Bekenntnisschriften der evangelisch-lutherischen Kirche. Eine historische und systematische Einführung in das Konkordienbuch, Band 1–2, Berlin/New York 1996/1998.
- Grundfragen ökumenischer Theologie. Gesammelte Aufsätze. Band 1–2, Göttingen 1999/2010.
- Lutherische Identität. Studien zum Erbe der Wittenberger Reformation. Band 1–2, Hannover 2000/2002.
- Ergriffen von Gott. Zinzendorf, Schleiermacher und Tholuck. München 2000.
- Tillich im Kontext. Theologiegeschichtliche Perspektiven. Münster 2000.
- Der Kulturprotestant. Adolf von Harnack als Christentumstheoretiker und Kontroverstheologe. München 2001.
- Wolfhart Pannenbergs Systematische Theologie. Ein einführender Bericht. Göttingen 2003.
- Hegels Freund und Schillers Beistand. Friedrich Immanuel Niethammer (1766-1848). Göttingen 2008.
- als Herausgeber: „Eine Neue Menschheit darstellen“ – Religionsphilosophie als Weltverantwortung und Weltgestaltung. Eröffnung der Wolfhart Pannenberg-Forschungsstelle an der Münchener Hochschule für Philosophie, Philosophische Fakultät SJ (= Pannenbergstudien: Band 1). Göttingen 2015
- als Herausgeber: Kirche und Reich Gottes. Zur Ekklesiologie Wolfhart Pannenbergs. Göttingen 2017
- Studium Systematische Theologie. Göttingen:

1. Religion. Aspekte ihres Begriffs und ihrer Theorie in der Neuzeit. 2005
2. Offenbarung. Problemhorizonte moderner evangelischer Theologie. 2005
3. Kirche. Perspektiven reformatorischer Ekklesiologie in ökumenischer Absicht. 2005
4. Gott. Implizite Voraussetzungen christlicher Theologie. 2007
5. Christus. Jesus und die Anfänge der Christologie. 2011
6. Geist. Zum pneumatologischen Prozess altkirchlicher Lehrentwicklung. 2011
7. Schöpfung. Protologische Fallstudien. 2012
8. Sünde. Hamartiologische Fallstudien. 2013
9. Versöhnung. Soteriologische Fallstudien. 2015
10. Vollendung. Eschatologische Perspektiven. 2015